# Biosfärområdet Mittelelbe

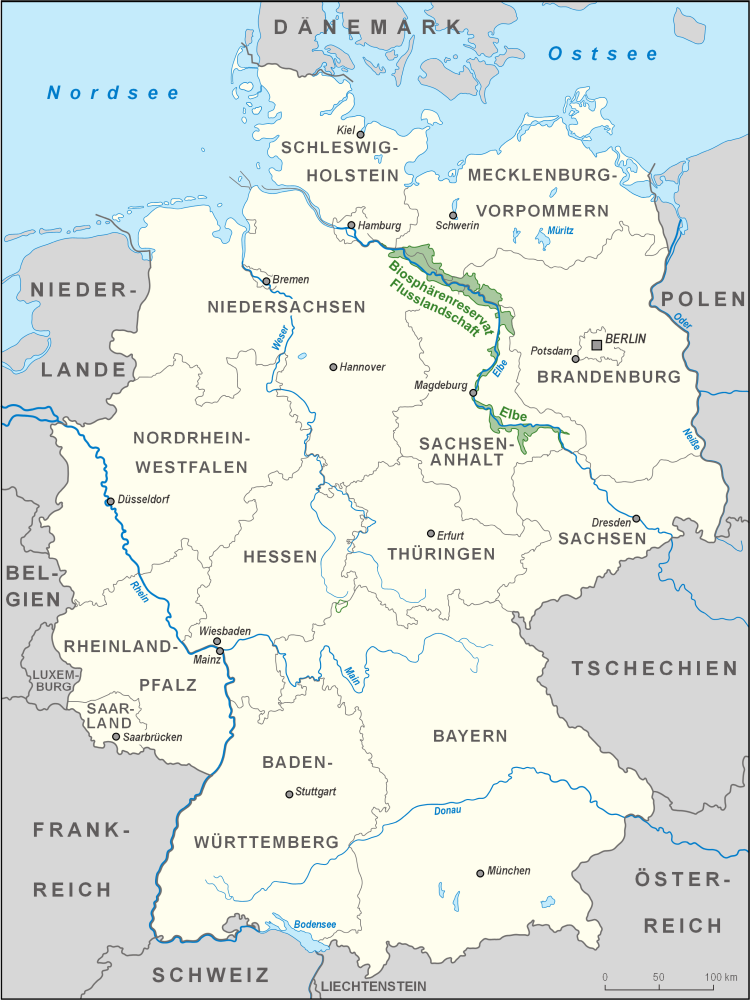
Biosfärområdets läge i Tyskland.

Biosfärområdet Mittelelbe ligger i Tyskland i förbundsländerna Sachsen-Anhalt, Brandenburg, Mecklenburg-Vorpommern och östra Niedersachsen. Det sträcker sig längs floden Elbe och är en flodslätt samt Tysklands största biosfärområde.
Landskapet med lövskogar kännetecknas av Elbes översvämningar, torrperioder och av människans inverkan. Här lever djur som är typiska för flodslätter i Europa som bäver, vit stork, svart stork samt olika groddjur, fjärilar och trollsländor. Biosfärområdet har en yta av 126 000 hektar och det inrättades 1979. Delvis ingår slätter som tillhör biflöden som Mulde, Schwarze Elster och Havel. Delar av världsarvet trädgårdsområdet Dessau-Wörlitz ingår även i biosfärområdet.